# Verwaltungsgemeinschaft Wald
Die Verwaltungsgemeinschaft Wald liegt im Oberpfälzer Landkreis Cham und wird von folgenden Gemeinden gebildet:
1. Zell, 1814 Einwohner, 32,95 km²
2. Wald, 2976 Einwohner, 37,79 km²

Sitz der Verwaltungsgemeinschaft ist Wald.